# Claire Dautherives
Claire Dautherives (San Giovanni di Moriana, 5 settembre 1982) è un'ex sciatrice alpina francese specialista dello slalom speciale.

## Biografia
Claire Dautherives, originaria di Lanslebourg-Mont-Cenis e attiva in gare FIS dal dicembre del 1997, esordì in Coppa Europa il 5 gennaio 1999 a Megève in discesa libera (84ª). Nel 2002 partecipò ai Mondiali juniores di Sella Nevea, conquistando il 6º posto nello slalom speciale. L'esordio in Coppa del Mondo avvenne il 26 gennaio 2003 nello slalom speciale di Maribor, che terminò senza riuscire a qualificarsi per la seconda manche, e i primi punti li ottenne il 9 dicembre 2007 ad Aspen, arrivando 25ª in slalom speciale.
Sempre nel 2007 e sempre nella stessa specialità conquistò i suoi tre podi in Coppa Europa (il primo il 13 gennaio sul tracciato di Courchevel, quando si piazzò 3ª alle spalle della svizzera Sandra Gini e della norvegese Nina Løseth, l'ultimo il 23 febbraio a Pal, quando fu 2ª), e il miglior piazzamento in carriera in Coppa del Mondo: 8ª a Lienz il 29 dicembre.
Prese parte a un'edizione dei Giochi olimpici invernali, Vancouver 2010, senza concludere la prova di slalom speciale. Si ritirò al termine della stagione 2011-2012; la sua ultima gara in Coppa del Mondo fu lo slalom speciale di Åre del 10 marzo, che non completò, e la sua ultima gara in carriera fu lo slalom speciale dei Campionati andorrani 2012, disputato l'8 aprile ad Arcalís e chiuso dalla Dautherives al 2º posto.

## Palmarès

### Coppa del Mondo
- Miglior piazzamento in classifica generale: 65ª nel 2006

### Coppa Europa
- Miglior piazzamento in classifica generale: 16ª nel 2007
- 3 podi:
  - 2 secondi posti
  - 1 terzo posto

### Australia New Zealand Cup
- Miglior piazzamento in classifica generale: 2ª nel 2007
- Vincitrice della classifica di supergigante nel 2007
- Vincitrice della classifica di combinata nel 2007
- 8 podi:
  - 4 vittorie
  - 3 secondi posti
  - 1 terzo posto

#### Australia New Zealand Cup - vittorie
| Data              | Località   | Paese         | Specialità |
| ----------------- | ---------- | ------------- | ---------- |
| 13 settembre 2006 | Mount Hutt | Nuova Zelanda | SC         |
| 13 settembre 2006 | Mount Hutt | Nuova Zelanda | SG         |
| 18 settembre 2006 | Whakapapa  | Nuova Zelanda | SL         |
| 19 settembre 2006 | Whakapapa  | Nuova Zelanda | SL         |

Legenda:

SG = supergigante

SL = slalom speciale

SC = supercombinata

### Campionati francesi
- 4 medaglie[1]:
  - 2 ori (slalom speciale nel 2008; slalom speciale nel 2009)
  - 2 bronzi (slalom speciale nel 2002; slalom speciale nel 2010)